# Namibia Chamber of Commerce and Industry
Das Namibia Chamber of Commerce and Industry (NCCI; zu deutsch Namibische Handels- und Industriekammer) ist die Industrie- und Handelskammer in Namibia. Sie hat ihren Hauptsitz in der Landeshauptstadt Windhoek. Im November 2021 hatte die Kammer etwa 1831 Mitglieder. Präsident ist (Stand November 2023) Bisey ǀUirabKlicklaut.

## Geschichte
Die namibische Industrie- und Handelskammer wurde 1990 als Namibia National Chamber of Commerce and Industry (NNCCI) in Windhoek gegründet. 1998 wurde die Kammer umbenannt und rechtlich auf eine unabhängige, privatwirtschaftliche Einrichtung übertragen. Im Zuge dieser Neuausrichtung wurden das Konzept der Regionalkammern implementiert.

## Aufgaben und Struktur
NCCI ist eine Non-Profit-Organisation deren Aufgabe die Vertretung namibischer Wirtschaftsunternehmen aus allen Wirtschaftsbereichen ist. Sie wurde auf Grundlage des Companies Act, Act No. 32 of 1973 als staatliche Einrichtung gegründet. Zu den weiteren Aufgabenbereichen des NCCI zählt:
- Rechtlicher Ansprechpartner
- Organisation und Durchführung von Konferenzen und Messen
- Fragen des Handels
- Informationssammlung und -bereitstellung
- Weiterbildung

Oberste Einrichtung der namibischen Kammer ist die Generalversammlung, die zweimal pro Jahr zusammen tritt. Das Board of Directors ist das höchste überwachende Organ. Ihm gehören 14 Mitglieder an. Vorsitzender ist der Präsident, derzeit John Endjala. Ein weiteres Organ der Kammer ist die Vertretung der regionalen Kammern.
Im Tagesgeschäft wird das NCCI vom Sekretariat geleitet. Diesem steht der Chief Executive Officer, derzeit Tarah Shaanika vor.

### Regionale Kammern
Das Namibia Chamber of Commerce and Industry wird auf regionaler und kommunaler Ebene durch Regionalkammern repräsentiert. Diese befassen sich schwerpunktmäßig mit lokalen Problemstellungen. Regionalkammern befinden sich (Stand April 2011) in Arandis, Gobabis, Katima Mulilo, Keetmanshoop, Lüderitz, Omaruru, Ongwediva, Oranjemund, Otjiwarongo, Rehoboth, Rosh Pinah, Rundu, Swakopmund, Tsumeb, Walvis Bay und Windhoek.

## Mitgliedschaft
Die namibische Industrie- und Handelskammer kennt kein System der Pflichtmitgliedschaft. Mitglied können alle namibische Unternehmen werden. Es wird zwischen Kleinstunternehmen, Kleine und mittlere Unternehmen und Großunternehmen unterschieden. Des Weiteren gibt es Sondermitgliedschaften für Diplomaten und assoziierte Einrichtungen.
Eine Mitgliedschaft kann auf landesweiter Ebene oder bei einer Regionalkammer abgeschlossen werden.